# Adventures in Voice Acting
Adventures in Voice Acting is een Amerikaanse documentaire-dvd over het beroep van stemacteur, geproduceerd door Bang Zoom! Entertainment.
Op de 134 minuten durende dvd zijn interviews te zien met bijna honderd acteurs, producenten en castingdirectors die zich beroepsmatig bezighouden met het nasynchroniseren van anime en het inspreken van producten als computerspellen. De dvd zou aanvankelijk uitkomen in 2007 maar werd uiteindelijk pas op de markt gebracht in juli 2008. De documentaire werd opgedragen aan Bob Papenbrook, een van de geïnterviewde stemacteurs, die overleed in 2006.

## Geïnterviewde personen
- Sean Akins
- Laura Bailey
- Christopher Bevins
- Beau Billingslea
- David Neil Black
- Steven Blum
- Johnny Yong Bosch
- Joey Camen
- Louise Chamis
- Luci Christian
- Jacob Cipes
- Colleen Clinkenbeard
- Justin Cook
- Alex von David
- Jason DeMarco
- Mari Devon
- Dorothy Elias-Fahn
- Richard Epcar
- Doug Erholtz
- Tina Fells
- Lynn Fischer
- Jack Fletcher
- Michael Forest
- Rebecca Forstadt

- Sandy Fox
- Crispin Freeman
- Barbara Goodson
- Wayne Grayson
- Norman Grossfeld
- Darrel Guilbeau
- Melora Harte
- Kyle Hebert
- Lance Henriksen
- Kate Higgins
- Megan Hollingshead
- Xanthe Huynh
- Tom Kenny
- Steve Kramer
- Ruth Lambert
- Lauren Landa
- Lex Lang
- Mela Lee
- Wendee Lee
- Yuri Lowenthal
- Julie Maddalena
- Dave Mallow
- Mona Marshall
- Michael McConnohie

- Mike McFarland
- Mary Elizabeth McGlynn
- Vic Mignogna
- Marianne Miller
- Sean Molyneaux
- Liam O'Brien
- John O'Donnell
- Colleen O'Shaughnessey
- Joe Ochman
- Tony Oliver
- Lisa Ortiz
- Scott Page-Pagter
- Bob Papenbrook
- Debora Rabbai
- Sam Riegel
- Cindy Robinson
- Michelle Rodríguez
- Michelle Ruff
- Kaeko Sakamoto
- Philece Sampler
- Carrie Savage
- Steve Schatzberg
- Kevin Seymour
- Stephanie Sheh

- Mike Sinterniklaas
- Christopher Corey Smith
- Michael Sorich
- Melodee Spevack
- Paul St. Peter
- Steve Staley
- Doug Stone
- Terrence Stone
- Karen Strassman
- Kim Strauss
- Eric Strauz
- Eric Stuart
- Julie Ann Taylor
- Veronica Taylor
- Maki Terashima
- Marc Thompson
- Kirk Thornton
- Jennifer Truxillo
- Cristina Valenzuela
- Kari Wahlgren
- Tom Wayland
- Ezra Weisz
- Tom Wyner